# Стара-Біла
Стара-Біла (пол. Stara Biała) — село в Польщі, у гміні Стара Біла Плоцького повіту Мазовецького воєводства.
Населення — 442 особи (2011).
У 1975-1998 роках село належало до Плоцького воєводства.

## Демографія
Демографічна структура станом на 31 березня 2011 року:
|          | Загалом | Допрацездатний вік | Працездатний вік | Постпрацездатний вік |
| -------- | ------- | ------------------ | ---------------- | -------------------- |
| Чоловіки | 218     | 39                 | 159              | 20                   |
| Жінки    | 224     | 40                 | 134              | 50                   |
| Разом    | 442     | 79                 | 293              | 70                   |